# Gira Santa Libertad
Gira Santa Libertad fue una gira musical del cantante y compositor malagueño Pablo López, enmarcado en la promoción de su último disco, Camino, Fuego y Libertad (publicado en diciembre de 2017). Las primeras fechas fueron anunciadas a principios de diciembre de ese mismo mediante redes sociales, días antes de la publicación del disco. En un principio, el final de gira estaba previsto para enero de 2019 con un doblete en las Islas Canarias, aunque se anunciaron fechas nuevas para todo ese mismo verano, además de otra manga adicional en otoño/invierno que supuso la continuación del tour en versión 360 grados: piano y voz durante tres únicos conciertos en España durante el otoño de ese mismo año y uno adicional en Miami, Estados Unidos, el 15 de marzo de 2020 (el cual fue cancelado por la pandemia de COVID-19).
Se trata de la gira más importante en la carrera musical de López, ya no solo por cambiar auditorios por grandes pabellones o plazas de toros, sino por el gran número de conciertos ofrecidos y público congregado (cerca de 165.000 únicamente durante los conciertos de 2018, según el X Anuario de la Música en Vivo de APMusicales.[cita requerida] La primera manga de la gira (febrero-agosto 2018) anunció conciertos en los principales teatros y auditorios españoles para pasar, con la segunda manga (desde septiembre de 2018 hasta septiembre de 2019), a recintos más grandes como el Palau Sant Jordi de Barcelona, el WiZink Center de Madrid o el Auditorio Rocío Jurado de Sevilla y a los principales festivales españoles. La tercera manga, recogió los tres únicos conciertos en forma 360 grados: piano y voz. El concierto celebrado en el Palau Sant Jordi en diciembre de 2018 fue grabado y posteriormente puesto a la venta bajo el título Camino, Fuego y Libertad. Edición Tour Santa Libertad en julio de 2019.

## Repertorio
Las canciones interpretadas por el malagueño durante esta gira son:
1. El camino
2. El niño
3. Vi
4. Ven
5. El patio
6. El incendio
7. El teléfono
8. Lo imposible
9. Dos palabras
10. Te espero aquí
11. Hijos del verbo amar
12. Trece
13. El gato
14. La dobleuve
15. Suplicando
16. El futuro
17. La libertad
18. Las 17:00
19. Lo saben mis zapatos
20. El invierno nos guarda
21. El mundo
22. Tu enemigo

## Fechas
| Fecha                                | Ciudad                  | País      | Recinto                                        |
| ------------------------------------ | ----------------------- | --------- | ---------------------------------------------- |
| Primera Etapa                        |                         |           |                                                |
| 10 de febrero de 2018                | Roquetas de Mar         | España    | Teatro Auditorio de Roquetas de Mar            |
| 16 de febrero de 2018                | Valencia                | España    | Palacio de las Artes Reina Sofía               |
| 17 de febrero de 2018                | Gerona                  | España    | Auditorio Palacio de Congressos                |
| 23 de febrero de 2018                | Granada                 | España    | Palacio de Congresos de Granada                |
| 2 de marzo de 2018                   | Tarragona               | España    | Tarraco Arena Plaza                            |
| 3 de marzo de 2018                   | Logroño                 | España    | Riojaforum                                     |
| 9 de marzo de 2018                   | Salamanca               | España    | Multiusos Sánchez Paraíso                      |
| 10 de marzo de 2018                  | Cáceres                 | España    | Palacio de Congresos de Cáceres                |
| 17 de marzo de 2018                  | Gijón                   | España    | Teatro de La Laboral                           |
| 18 de marzo de 2018                  | Pamplona                | España    | Auditorio Baluarte                             |
| 23 de marzo de 2018                  | Cartagena               | España    | Auditorio El Batel                             |
| 5 de abril de 2018                   | Alicante                | España    | Auditorio de la Diputación                     |
| 6 de abril de 2018                   | Murcia                  | España    | Auditorio Víctor Villegas                      |
| 7 de abril de 2018                   | Albacete                | España    | Palacio de Congresos de Albacete               |
| 13 de abril de 2018                  | Vitoria                 | España    | Teatro Principal                               |
| 15 de abril de 2018                  | San Sebastián           | España    | Auditorio Kursaal                              |
| 21 de abril de 2018                  | Valladolid              | España    | Auditorio Miguel Delibes                       |
| 27 de abril de 2018                  | Barcelona               | España    | Gran Teatro del Liceo                          |
| 28 de abril de 2018                  | Zaragoza                | España    | Sala Mozart (Auditorio)                        |
| 29 de abril de 2018                  | Bilbao                  | España    | Palacio Euskalduna                             |
| 4 de mayo de 2018                    | Sevilla                 | España    | Auditorio Fibes                                |
| 8 de mayo de 2018                    | Madrid                  | España    | Sala La Riviera                                |
| 10 de mayo de 2018                   | Cádiz                   | España    | Gran Teatro Falla                              |
| 11 de mayo de 2018                   | Cádiz                   | España    | Gran Teatro Falla                              |
| 12 de mayo de 2018                   | Cádiz                   | España    | Gran Teatro Falla                              |
| 19 de mayo de 2018                   | Ávila                   | España    | Auditorio Lienzo Norte                         |
| 25 de mayo de 2018                   | Palma de Mallorca       | España    | Trui Teatre                                    |
| 27 de mayo de 2018                   | Toledo                  | España    | Palacio de Congresos El Greco                  |
| 2 de junio de 2018                   | Córdoba                 | España    | Teatro de la Axerquía                          |
| 3 de junio de 2018                   | Córdoba                 | España    | Teatro de la Axerquía                          |
| 8 de junio de 2018                   | Santiago de C.          | España    | Palacio de Congresos e Exposicións de Galicia  |
| 9 de junio de 2018                   | Vigo                    | España    | Auditorio Mar de Vigo                          |
| 10 de junio de 2018                  | Vigo                    | España    | Auditorio Mar de Vigo                          |
| 15 de junio de 2018                  | Puerto del Rosario      | España    | Palacio de Formación y Congresos               |
| 16 de junio de 2018                  | Sta. Cruz de Tenerife   | España    | Auditorio de Tenerife Adán Martín              |
| 17 de junio de 2018                  | Las Palmas              | España    | Auditorio Alfredo Kraus                        |
| 29 de junio de 2018                  | Oviedo                  | España    | Auditorio Príncipe Felipe                      |
| 30 de junio de 2018                  | Santander               | España    | Palacio de Deportes de Santander               |
| 6 de julio de 2018                   | La Coruña               | España    | Palacio de la Ópera                            |
| 7 de julio de 2018                   | La Coruña               | España    | Palacio de la Ópera                            |
| 14 de julio de 2018                  | Baeza                   | España    | Plaza de Santa María                           |
| 18 de julio de 2018                  | Ceuta                   | España    | Murallas Reales                                |
| 21 de julio de 2018                  | Gandía                  | España    | Puerto de Gandía                               |
| 28 de julio de 2018                  | Madrid                  | España    | Teatro Real                                    |
| 29 de julio de 2018                  | Sitges                  | España    | Jardines de Terramar                           |
| 1 de agosto de 2018                  | Lanuza                  | España    | Auditorio Natural de Lanuza                    |
| 3 de agosto de 2018                  | Chiclana de la Frontera | España    | Poblado de Sancti Petri                        |
| 4 de agosto de 2018                  | Marbella                | España    | Auditorio Cantera de Nagüeles                  |
| 11 de agosto de 2018                 | Toro                    | España    | Bodega Divina Proporción                       |
| 16 de agosto de 2018                 | Ávila                   | España    | Explanada Auditorio Lienzo Norte               |
| 17 de agosto de 2018                 | Palos de la Frontera    | España    | Foro Iberoamericano de La Rábida               |
| 19 de agosto de 2018                 | Calella de Palafrugell  | España    | Jardins de Cap Roig                            |
| 20 de agosto de 2018                 | Calella de Palafrugell  | España    | Jardins de Cap Roig                            |
| 25 de agosto de 2018                 | Palma de Mallorca       | España    | Recinto Multifuncional Son Fusteret            |
| 30 de agosto de 2018                 | Albacete                | España    | Plaza de Toros de Albacete                     |
| 15 de septiembre de 2018             | Sevilla                 | España    | Auditorio Rocío Jurado                         |
| 22 de septiembre de 2018             | Valencia                | España    | Plaza de Toros de Valencia                     |
| 28 de septiembre de 2018             | Mérida                  | España    | Teatro Romano de Mérida                        |
| 29 de septiembre de 2018             | Alcalá de Henares       | España    | Recinto Amurallado Palacio Arzobispal          |
| 4 de octubre de 2018                 | León                    | España    | Palacio de los Deportes de León                |
| 5 de octubre de 2018                 | Soria                   | España    | Polideportivo San Andrés                       |
| 6 de octubre de 2018                 | Valladolid              | España    | Polideportivo Pisuerga                         |
| 11 de octubre de 2018                | Murcia                  | España    | Plaza de Toros La Condomina                    |
| 13 de octubre de 2018                | Puerto del Rosario      | España    | Palacio de Formación y Congresos               |
| 14 de octubre de 2018                | Puerto del Rosario      | España    | Palacio de Formación y Congresos               |
| 20 de octubre de 2018                | Granada                 | España    | Palacio Municipal de Deportes de Granada       |
| 13 de noviembre de 2018              | Madrid                  | España    | WiZink Center                                  |
| 17 de noviembre de 2018              | Lugo                    | España    | Pazo de Feiras e Congresos de Lugo             |
| 24 de noviembre de 2018              | Pamplona                | España    | Navarra Arena                                  |
| 5 de diciembre de 2018               | Buenos Aires            | Argentina | La Trastienda Samsung                          |
| 7 de diciembre de 2018               | Santiago de Chile       | Chile     | Teatro Nescafé de las Artes                    |
| 10 de diciembre de 2018              | Madrid                  | España    | Teatro Barceló                                 |
| 15 de diciembre de 2018              | Barcelona               | España    | Palau Sant Jordi                               |
| 22 de diciembre de 2018              | Bilbao                  | España    | Bilbao Arena                                   |
| 28 de diciembre de 2018              | Logroño                 | España    | Palacio de los Deportes de La Rioja            |
| 29 de diciembre de 2018              | Zaragoza                | España    | Pabellón Príncipe Felipe                       |
| 25 de enero de 2019                  | La Laguna               | España    | Pabellón Insular Santiago Martín               |
| 26 de enero de 2019                  | Las Palmas              | España    | Gran Canaria Arena                             |
| Segunda Etapa                        |                         |           |                                                |
| 31 de mayo de 2019                   | Barcelona               | España    | Real Club de Polo de Barcelona                 |
| 1 de junio de 2019                   | Barcelona               | España    | Real Club de Polo de Barcelona                 |
| 28 de junio de 2019                  | Pozoblanco              | España    | Club de Golf Pozoblanco                        |
| 5 de julio de 2019                   | Torrelavega             | España    | Campos del Malecón                             |
| 7 de julio de 2019                   | Úbeda                   | España    | Auditorio del Recinto Ferial de Úbeda          |
| 17 de julio de 2019                  | Gijón                   | España    | Recinto Gijón Life                             |
| 20 de julio de 2019                  | La Palma                | España    | Puerto de Tazacorte                            |
| 26 de julio de 2019                  | Badajoz                 | España    | Alcazaba de Badajoz                            |
| 27 de julio de 2019                  | Chiclana de la Frontera | España    | Poblado de Sancti Petri                        |
| 31 de julio de 2019                  | Marbella                | España    | Auditorio Cantera de Nagüeles                  |
| 19 de agosto de 2019                 | Marbella                | España    | Auditorio Cantera de Nagüeles                  |
| 6 de septiembre de 2019              | Granada                 | España    | Palacio Municipal de Deportes de Granada       |
| 7 de septiembre de 2019              | Villarrubia de los Ojos | España    | Auditorio Municipal de Villarrubia de los Ojos |
| 14 de septiembre de 2019             | Ibiza                   | España    | Recinto Ferial de Ibiza                        |
| Tercera Etapa: Conciertos 360 grados |                         |           |                                                |
| 20 de septiembre de 2019             | Madrid                  | España    | Palacio Vistalegre                             |
| 5 de octubre de 2019                 | Sevilla                 | España    | Plaza de Toros de La Maestranza                |
| 12 de octubre de 2019                | Valencia                | España    | Pabellón Fuente de San Luis                    |

## Gira promocional
El cantante actuó en algunos eventos para dar a conocer sus nuevos temas, paralelamente a la gira oficial.
| Fecha                   | Ciudad                 | País   | Lugar                                      | Evento                      |
| ----------------------- | ---------------------- | ------ | ------------------------------------------ | --------------------------- |
| 16 de diciembre de 2017 | Barcelona              | España | Auditorio y Centro de Convenciones AXA     | Promoción                   |
| 17 de diciembre de 2017 | Madrid                 | España | Salón Vergara del Teatro Real              | Promoción                   |
| 18 de diciembre de 2017 | Málaga                 | España | Auditorio Museo Picasso Málaga             | Promoción                   |
| 19 de diciembre de 2017 | Sevilla                | España | Teatro de la Maestranza                    | Promoción                   |
| 24 de marzo de 2018     | Madrid                 | España | WiZink Center                              | La Noche de Cadena 100 2018 |
| 5 de mayo de 2018       | Rubí                   | España | Parking L'Escardivol                       | LOS40 Primavera Pop 2018    |
| 8 de septiembre de 2018 | Madrid                 | España | WiZink Center                              | Vive Dial 2018              |
| 2 de noviembre de 2018  | Madrid                 | España | WiZink Center                              | LOS40 Music Awards 2018     |
| 14 de marzo de 2019     | Santa Cruz de Tenerife | España | Centro Internacional de Ferias y Congresos | Premios Cadena Dial 2019    |
| 11 de julio de 2019     | Madrid                 | España | WiZink Center                              | Concierto "La Voz España"   |